# 小宮山量平
小宮山 量平（こみやま りょうへい、1916年5月12日 - 2012年4月13日）は、日本の編集者、元理論社社長。

## 来歴・人物
長野県上田市の酒屋に生まれる。2歳で母、10歳で父と死別。父の死後まもなく酒屋は破産し、一家離散となる。小学校5年生のとき、親戚（叔母）を頼り東京に転校。小学校卒業後は、第一銀行で渋沢敬三の給仕をして働きながら大倉商業学校（東京経済大学の前身）の夜間部に通う。在学中、左翼運動サークルを結成。しかし、特別高等警察に勾留され拷問を受けて転向。釈放後、特高警官（給仕時代の先輩の父親）から支援を受け、旧制中学校への編入と卒業資格を得て、東京商科大学（現一橋大学）専門部に進学。在学中から雑誌「統制と経済」の編集を手掛ける。1939年に大学専門部を修了し、旭硝子に入社。1940年旭川で大日本帝国陸軍第7師団に入営。陸軍少尉として、アッツ島の戦いで日本軍が玉砕したことを受けたキスカ島撤退作戦で、幌筵島から小樽港まで兵力撤収の輸送を先頭砕氷船で指揮した。
戦後、1947年に理論社を創業。編集者、社長、会長として活動し、恩師である杉本栄一の『近代経済学の解明』を問答形式に再編集して出版するなど、知識人や学生層に多数の読者を得た。また今江祥智、灰谷健次郎など多くの児童文学作家を世に出した。
1990年代に東京から故郷の上田市に拠点を移す。1998年「千曲川」第一部で路傍の石文学賞特別賞受賞。編集者としての功績により2001年信毎賞（信濃毎日新聞社主催）受賞。晩年は小説「希望 - エスポワール」を執筆。
2008年4月に設立した「子どもの本・九条の会」発起人（全12名）だった。
2012年2月に転倒して骨折。同年4月13日に老衰で死去。自宅で、長女に「ありがとう、ありがとう。おもしろかったね」と語りかけたのが最後の言葉だった。葬儀・告別式は本人の希望で行われなかった。95歳没。

## 著書
- 『チャップリン 笑いと涙の芸術家』（滝平二郎絵、岩崎書店） 1964
- 『編集者とは何か 危機の時代の創造』（日本エディタースクール出版部、エディター叢書32） 1983.5
- 『子どもの本をつくる 創作児童文学の時代』（日本エディタースクール出版部、エディター叢書34） 1984.5
- 『出版の正像を求めて 戦後出版史の覚書』（日本エディタースクール出版部） 1985.6
- 『悠吾よ! 明日のふるさと人へ』（こぶし書房） 2006.3
- 『地には豊かな種子を』（自然と人間社企画・監修、Editor's Museum 小宮山量平の編集室） 2006.8
- 『自立的精神を求めて 季刊『理論』の時代』（こぶし書房） 2008.12

### 「昭和時代落穂拾い」
- 『昭和時代落穂拾い “回帰の時代"によせて』（週刊上田新聞社） 1994.2
- 『やさしさの行くえ“受容の時代"によせて』（週刊上田新聞社、昭和時代落穂拾い2） 1997.12
- 『20世紀人のこころ “漸進の時代"によせて』（週刊上田新聞社、昭和時代落穂拾い 3）  2001.2

### 「千曲川」
- 『千曲川 そして、明日の海へ』（理論社） 1997.6
- 『千曲川 第2部 青春彷徨』（理論社） 1997.6
- 『千曲川 第3部 青春回帰』（理論社） 2000.10
- 『千曲川 第4部 青春新生』（理論社） 2002.4

## 編著
- 『出版企画 企画革命の時代』（出版開発社） 1978.12
- 『99の人生との出会い』(理論社） 1981.11
- 『日本出版クラブ三十年史 戦後出版史への一証言』（日本出版クラブ） 1987.2

## 翻訳
- 『動物社会の歴史 文明と文化におよぼすその影響』（リヒアルト・レヴィンゾーン、加茂儀一共訳、理論社） 1957